# Marjata (Schiff, 1951)
Die Marjata war das erste offizielle Aufklärungsschiff Norwegens.
Das Schiff wurde 1951 als Walfangschiff auf Kiel gelegt und als Globe 14 an die Reederei Melsom & Melsom in Larvik geliefert. Das Schiff war 51 Meter lang und 9 Meter breit. Die Verdrängung betrug 691 Tonnen.
Das norwegische Forschungsinstitut der Verteidigung kaufte das Schiff für 300.000 NOK und setzte es ab 1966 zur Beobachtung militärischer Aktivitäten in der Barentssee ein.
Seit 2016 existiert das vierte Schiff mit dem Namen Marjata und ähnlichem Auftrag.